# Juniperus angosturana
Juniperus angosturana — вид хвойних рослин родини кипарисові.

## Поширення, екологія
Країни проживання: Мексика (Коауїла, Ідальго, Нуево-Леон, Сан-Луїс-Потосі, Тамауліпас). Цей вид зустрічається у відкритому чагарниковому або в ялівцевому рідколіссі, разом з Pinus cembroides, Juniperus flaccida і твердолистими чагарниками; на кам'янистих схилах і вздовж тимчасових водотоків. Він також знаходиться у відкритому соснового лісі P. montezumae.

## Морфологія
Невелике вічнозелене, дводомне дерево або кущ, 3–8(10) м заввишки і до 50 см діаметром. Кора гладка на гілках, потім розлущується на невеликі луски, потім тріщинувата або мозаїчна, світло-коричневого кольору вивітрюючись до сірого. Гілки товсті, розлогі, звивисті, з повислим листям, утворюючи неправильну куполоподібну корону. Листки ростуть по 2 чи 3, довгасто-ромбічні, 1–1,5 × 0,7 мм. Шишки численні, зелені стаючи фіолетово-синьою, сухі коричневі, 4–6 × 3–5 мм, дозрівають один рік. Насіння 1(2) в шишці, від яйцюватого до майже кулястого, 3–5 × 2,5–4 мм, дрібно рифлене, на вершині гостре, світло-коричневе.

## Використання
Цей вид використовується для стовпів огорожі.

## Загрози та охорона
Основними загрозами для цього виду є надмірний випас худоби. Також навколишнє середовище для Juniperus angosturana може бути перетворене для сільського господарства.